# Processo ad Agostino Tassi per lo stupro di Artemisia Gentileschi

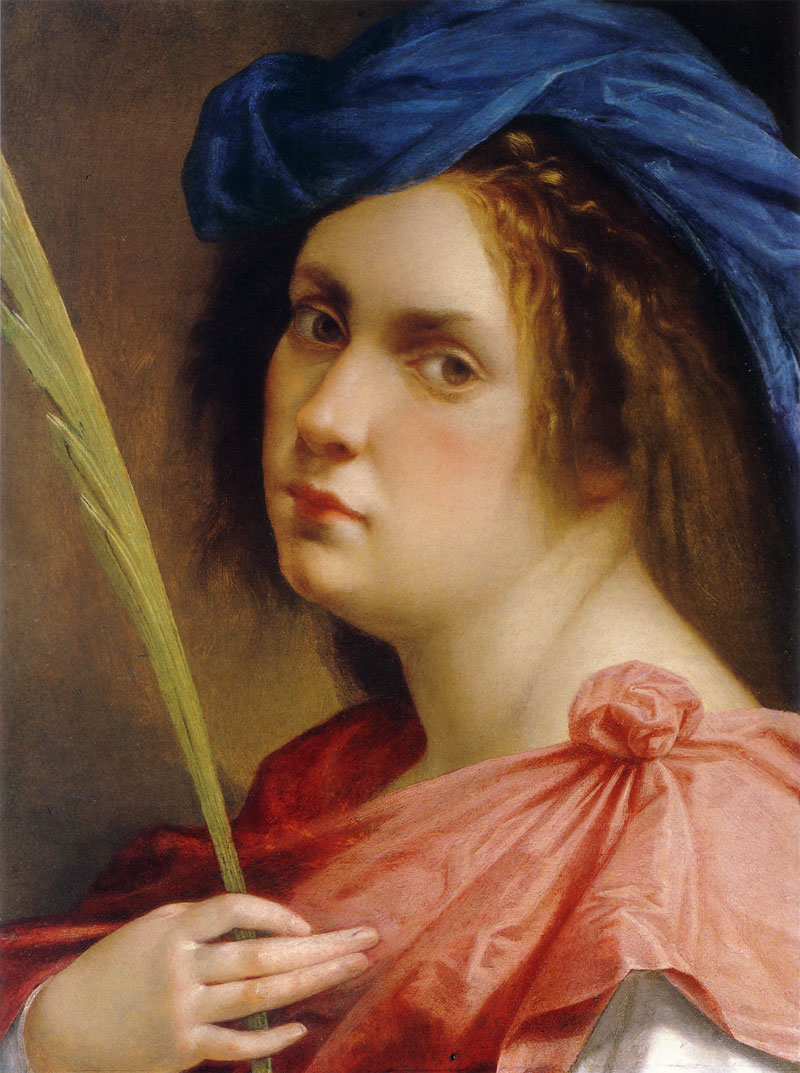
Artemisia Gentileschi, vittima dello stupro di Agostino Tassi

Il processo ad Agostino Tassi per lo stupro di Artemisia Gentileschi fu intentato da Orazio Gentileschi alla fine del febbraio 1612 a Roma.
Orazio Gentileschi era un pittore di origini pisane al tempo attivo a Roma, Tassi era un pittore paesaggista arrivato da poco in città, che collaborava con Orazio e frequentava abitualmente la sua casa. L'accusa è lo stupro, avvenuto almeno un anno prima, della figlia Artemisia Gentileschi, anche lei pittrice. La vicenda era stata taciuta per molto tempo; quando finalmente Gentileschi decide di sporgere denuncia, l'evento suscita numerose dicerie, tanto che in più occasioni il processo si trasforma in uno strumento di diffamazione di Artemisia che, vista con sospetto per aver taciuto per tanto tempo, è ritenuta consenziente dall'opinione pubblica.

## Agostino Tassi: la collaborazione con Orazio e la personalità
Agostino Tassi doveva essere arrivato a Roma intorno al 1610. Scipione Borghese commissionò a lui e ad Orazio la decorazione della loggia del Casino delle Muse, lavoro che iniziò nel settembre 1611, quindi dopo la violenza ai danni di Artemisia. Nello stesso periodo, Orazio spendeva molte energie per promuovere la figlia (basti pensare alla lettera alla granduchessa di Toscana Cristina di Lorena) e per favorirle l'accesso a un'istruzione più completa. Dopo il rifiuto da parte dell'Accademia dei Pittori, secondo alcune fonti Orazio si rivolse al collega Tassi, maestro di prospettiva appena giunto a Roma, ammirato per le competenze d'avanguardia: questi accettò di istruire Artemisia. In Artemisia, Luciano Berti definisce Tassi «uno smargiasso, un avventuriero, un soggetto da galera», «un ostentatore di gran tono e intimo dei potenti». Berti pare essersi fatto un'opinione ben precisa di come si sviluppò esattamente il rapporto tra l'artista e la ragazza, schierandosi palesemente dalla parte di quest'ultima e descrivendo il pittore addirittura come un "puttaniere" che aveva sfruttato Artemisia e l'aveva "circuita" con il suo carisma.
I biografi contemporanei descrissero Tassi con più indulgenza, sottolineandone l'ingegno. Lo stesso Gentileschi, nella sopracitata lettera a Cristina di Lorena, lo descrisse come un poco di buono, raccontandole delle sue tre sorelle prostitute, dell'incesto con la cognata (anche lei descritta come una meretrice) e dei due fratelli, anche loro con precedenti penali (uno era stato impiccato, l'altro condannato all'esilio per aver fatto da mezzano ai sodomiti). Dopo il processo, Passeri racconta che i rapporti tra Tassi e Gentileschi si rasserenarono, tanto che tornarono a lavorare insieme. La natura dei rapporti tra i due è complicata dalla deposizione di Antonio Mazzantino, decoratore che lavorava al Casino delle Muse: i due, nell'estate 1611, erano in amicizia. Non c'è invece alcuna fonte che ci informi della presenza di Artemisia al cantiere, ma è plausibile che sia Tassi che Gentileschi abbiano taciuto su questo aspetto nelle loro deposizioni.

## Lo stupro e lo sviluppo della relazione
Lo stupro di Agostino Tassi su Artemisia Gentileschi del 1611 ha dato luogo a una delle cosiddette causes célèbres del Seicento, epoca ricca di artisti maledetti e bohémien. Il reato è ampiamente documentato dalle testimonianze raccolte al processo dell'anno successivo, iniziato nel marzo 1612 e durato sette mesi. Sotto giuramento, Artemisia sostenne di aver subito una violenza sessuale da parte di Tassi il 6 maggio 1611. In un interrogatorio la pittrice raccontò delle frequenti visite di Tassi nella sua casa e della sospetta amicizia che egli aveva stretto con Tuzia, locataria del padre Orazio. Secondo il suo racconto, Agostino l'avrebbe a lungo corteggiata con insistenza, avvalendosi dei consigli dell'amico Cosimo Quorli, furiere, e della stessa Tuzia.
La difesa del Tassi insinuò una promiscuità della pittrice, accusa a cui Artemisia ribatté con disprezzo di essere vergine al momento della deflorazione forzata subita da Tassi. Artemisia fu sottoposta alla «tortura della Sibilla» (sibille), cosiddetta perché attraverso essa si voleva ottenere la verità. Fu comunque smentita dalla visita ginecologica di due ostetriche ordinata dal giudice: non era più vergine da tempo. L'accusa approfittò della nuova prova per ribadire la promiscuità sessuale della giovane pittrice, che a sua volta si difese appassionatamente accusando ripetute violenze.
Tuzia, inquilina dei Gentileschi dall'aprile 1610, portò una testimonianza sorprendentemente svantaggiosa per Artemisia, descrivendo i liberi costumi della pittrice e contrapponendole il comportamento dignitoso del Tassi, nonché la fedele lealtà al padre di lei. Artemisia accusò il colpo: Tuzia era per lei - ragazza orfana di madre, unica femmina tra quattro figli - il riferimento principale. Ciò può spiegare perché in molti quadri, di datazione immediatamente successiva al processo, la pittrice includa il tema della solidarietà femminile. Dopo lo stupro in maggio, Tassi promise ad Artemisia di sposarla, e quest'ultima dovette credergli: il matrimonio era l'unico mezzo per riabilitarla nella società e per cancellare l'onta della violenza e l'"impurità" che ne derivava. Tassi è descritto nelle fonti come uomo ammaliante, di circa trent'anni al momento dello stupro: è plausibile che Artemisia avesse ormai riposto fiducia in lui, tanto più che egli ostacolava ogni legame con altri uomini.
Nei mesi successivi il pittore, però, evitò accuratamente di farsi vedere in pubblico con la Gentileschi, e continuò gli incontri amorosi nell'intimità degli appartamenti di lei, complice la discretezza di Tuzia. Elizabeth Cohen ha condotto uno studio approfondito sul complesso sistema di "codici d'onore" vigente a Roma agli inizi del Seicento: Artemisia fu violentata all'interno della casa di Orazio, fattore che aggravava la situazione e comprometteva oltremodo l'onore di Gentileschi. Secondo la studiosa, il reato di violenza sessuale nella prima età moderna in Italia non era percepito come aggressione alla donna.

## Le promesse di Tassi
Gli storici dell'arte che hanno approfondito la biografia di Artemisia Gentileschi sono propensi a credere ad una passione tra lei ed Agostino Tassi. Durante il processo Artemisia sostenne che Agostino l'aveva violentata una prima volta, salvo poi prometterle che le avrebbe salvato l'onore sposandola. È da precisare che Tassi a Roma, noto come celibe, in realtà era sposato e già in precedenza era stato coinvolto in cause giudiziarie per un incesto con la cognata. Artemisia, credendolo disimpegnato, affermò che Tassi l'aveva rassicurata più volte sul fatto che l'avrebbe sposata, «e con questa promessa mi ha indotto a consentir doppo amorevolmente più volte alle sue voglie». Orazio confermò che Agostino aveva promesso ad Artemisia il matrimonio, tanto da confidarlo a Cristina di Lorena nella lettera del 1612, nella quale le diceva che Tassi avrebbe voluto condurre con sé Artemisia a Firenze per farla conoscere alle personalità di spicco della città.

## Il processo

### L'esitazione di Gentileschi e la causa scatenante
Alla fine del febbraio 1612 Orazio Gentileschi denunciò Agostino Tassi per lo stupro della figlia, avvenuto a maggio del 1611. Il processo iniziò a marzo e si protrasse fino ad ottobre, concludendosi poi con la condanna di Tassi. Il denunciante scrisse una supplica al papa Paolo V per istituire il processo contro il violentatore, con la consulenza del notaio Giovan Battista Stiattesi. Gentileschi accusava Tassi della deflorazione e il suo amico Cosimo Quorli di essersi reso suo complice e di aver trafugato alcuni quadri, firmando una falsa cessione a nome di Artemisia:
(Eva Menzio, Artemisia Gentileschi: Lettere precedute da Atti processo per stupro, p. 11)
La decisione di Gentileschi di denunciare Tassi dopo così tanto tempo dallo stupro scatenò un circolo di dicerie e pettegolezzi nel quartiere in cui i Gentileschi abitavano. D'altra parte, la denuncia era la scelta più vantaggiosa, perché spesso i processi per stupro si risolvevano con l'elargizione di una dote da parte del colpevole, che ristabiliva immediatamente l'onore della donna violentata e aumentavano per lei le possibilità di un matrimonio con un gentiluomo. Artemisia giustificò il ritardo dicendo di aver incalzato Tassi a mantenere la sua promessa di matrimonio per tutto quel tempo; la testimonianza di Giovambattista Stiattesi ravvivò lo scandalo, dal momento che egli sosteneva che Tassi non aveva tenuto fede alla promessa per via di un accordo con il suo benefattore, Cosimo Quorli, che a sua volta rivendicava la paternità di Artemisia e affermava di aver cercato di possederla. Tutto ciò contribuì a ritardare una risoluzione del processo.
Attraverso le testimonianze raccolte si venne a sapere che Quorli aveva cercato di estorcere a Tassi il quadro che questi aveva ricevuto da Artemisia. Resta tutt'oggi ignoto se Artemisia avesse donato di sua spontanea volontà il quadro (raffigurante una "Iuditta di capace grandezza" che - come si ricava dalla maggior parte delle deposizioni - era stato da lei dipinto), anche perché Orazio si rivendicò suo autore. Eva Menzio ha suggerito l'ipotesi che Orazio si sia deciso nel febbraio 1612 a denunciare Tassi - finalmente - proprio nel momento in cui Tassi entra in possesso del quadro (tralasciando le modalità con cui ciò avviene).
Se il quadro sia stato davvero la molla che ha spinto Gentileschi padre ad accusare il collega, per Gianni Papi è difficile da spiegare: l'accusa di stupro sarebbe stata, a questo punto, inventata per rovinare Tassi? Difficile crederlo dal momento che Artemisia fu sottoposta a maldicenze ed umiliazioni di ogni genere, mettendo in serio pericolo la dignità di pittrice che aveva faticosamente - grazie soprattutto al padre - conquistato. La Garrard ha avallato l'ipotesi che il quadro fosse la prima raffigurazione del soggetto di Giuditta da parte di Artemisia (soggetto visitatissimo da entrambi i Gentileschi), copia della Giuditta e la sua ancella con la testa di Oloferne conservata a Hartford e datata 1610-12. Proprio questa copia, secondo la Garrard, sarebbe il quadro oggetto della disputa.

### L'accusa: la deposizione di Artemisia Gentileschi
Il 28 marzo 1612 Francesco Bulgarello interrogò per la prima volta Artemisia sui rapporti con Tassi e sulla vicenda dello stupro. La ragazza spiegò con lucidità e dignità i fatti, forse preventivamente consigliata su come comportarsi dall'amico Giovan Battista Stiattesi, che già aveva aiutato Orazio nello stilare la supplica a Paolo V necessaria ad istituire il processo. Artemisia esordì a raccontare affermando di immaginare il motivo dell'interrogatorio, perché pochi giorni prima era stata arrestata Tuzia, che abitava al secondo piano della loro casa in via Santo Spirito in Sassia. In questo interrogatorio la pittrice accusò Tuzia di averla mandata tra le braccia di Tassi, ben conscia del rapporto che avevano instaurato. Secondo la pittrice, Tuzia l'aveva persuasa a fidarsi di quell'uomo così galante, lusingandola e dicendole che sarebbero stati bene insieme.
Queste parole la spinsero ad iniziare un contatto con Tassi, che in uno dei loro primi incontri la informò che sul suo conto giravano dicerie a causa dei racconti goliardici di un garzone di Orazio, un tale Francesco che si vantava di averla avuta. Agostino giustificò il proprio zelo nell'informarla con la lealtà e la stima che nutriva verso Orazio. Artemisia proseguì raccontando che il giorno seguente a questo incontro vennero a farle visita Agostino Tassi e Cosimo Quorli; la presenza di quest'ultimo la infastidiva visibilmente e la pittrice reagì sdegnata al suo consiglio di accettare la corte di Agostino. Quorli allora l'apostrofò con modi sgarbati e oltraggiosi: «N'avete dato a tanti ne potete dar'anco a lui». La giovane disse di essere stata colpita da questo episodio, tanto che per alcuni giorni si mostrò pensierosa: Orazio se ne preoccupò e chiese a Tuzia di accompagnare la figlia fuori di casa per farla svagare.
Secondo la testimonianza della pittrice, le due donne si recarono alla Chiesa di San Giovanni; lì incontrarono Quorli e Tassi e quest'ultimo insistette per riaccompagnare Artemisia a casa. La ragazza testimoniò di averglielo impedito e che lui si limitò a seguirla da lontano, fino a casa. Una volta arrivati, Tassi si lamentò della sua scarsa considerazione per lui e affermò che se ne sarebbe pentita; Artemisia ribatté che chi la voleva doveva sposarla. Artemisia depose che il giorno seguente Tassi si presentò di nuovo nei suoi appartamenti e, trovandola a dipingere, le tolse dalle mani la tavolozza ed intimò a Tuzia di lasciarli soli: Tuzia se ne andò, nonostante la preghiera di Artemisia di non abbandonarla. Artemisia raccontò che ancor prima che l'amica fosse uscita dalla stanza, Agostino aveva poggiato la testa sul suo seno: una volta rimasti soli, Tassi le intimò di passeggiare con lui per la stanza.
Arrivati alla porta, la serrò a chiave e spinse Artemisia sul letto. Bloccandola in modo che non potesse serrare le gambe e che non potesse urlare, cercò con violenza di penetrarla, mentre lei tentava di chiedere aiuto. Artemisia raccontò che per difendersi gli graffiò la faccia, cercò di fargli male e gli strappò i capelli; Tassi continuò e la violentò. Terminata la violenza, Artemisia lo ferì con un coltello, poi scoppiò a piangere; Tassi allora cercò di calmarla dicendole: «Datemi la mano che vi prometto di sposarvi come solo uscito dal laberinto che sono». Questa raccomandazione ebbe il potere di tranquillizzare la giovane, tanto che in questa deposizione dichiarò che «con questa promessa mi ha indotto a consentir doppo amorevolmente più volte alle sue voglie che questa promessa anco me l'ha più volte riconfermata; e perch'io doppo hebbi notitia che lui haveva moglie mi dolsi seco di questo tradimento e lui sempre me l'ha negato dicendomi che non haveva moglie e sempre m'ha confermato che altro che lui non m'haveva presa. E questo è quanto è passato tra detto Agostino e me».
Per avvalorare la propria testimonianza, Artemisia ribadì la sua assoluta inesperienza sessuale per mettere a tacere le accuse e le dicerie che le erano state rivolte: in particolare dichiarò a Francesco Bulgarello, dietro precisa domanda, che non sapeva perché avesse sanguinato e di averne chiesto spiegazione al Tassi, che le aveva risposto «che veniva perch'io ero di povera complessione». Bulgarello le chiese se aveva mai ricevuto doni o denaro per avere rapporti con Tassi: la pittrice negò decisamente, affermando che si erano scambiati dei doni solo in occasione del Natale 1611, «ché quello che facevo seco lo facevo solo che m'havesse a sposare vedendomi da lui vittuperata».
La pittrice concluse l'interrogatorio sostenendo che tutti i rapporti avuti con Agostino erano sempre avvenuti nella sua casa (sia quando abitava in via della Croce, sia nella nuova dimora in via Santo Spirito in Sassia); negò rapporti con altri uomini, in particolare con Cosimo Quorli: «È ben vero che Cosmo ha fatto tutte le sue forze per havermi innanzi e doppo che Agostino mi havesse, ma mai io ho voluto consentire, et una volta in particolare venne a casa mia doppo che avveo avuto che fare con Agostino e fece tutte le sue forze per volermi sforzare ma non gli riuscì». Artemisia seppe solo in un secondo momento che Tassi era sposato (e le fu detto che la donna era ancora viva); fino ad allora, era persuasa che Tassi non l'avesse voluta sposare perché disgustato dai tentativi di violenza che Quorli aveva cercato di farle. L'interrogatorio si concluse con un'accusa di cospirazione alle sue spalle a Quorli, Tassi e Tuzia, rivelatale dal padrino Pietro Rinaldi: «la sera innanzi che Agostino fosse preso preggione venne con Cosmo da Tutia e tutti tre insieme s'accordorno et instruirno di quello che dovevano dire se fossero stati presi».

#### La visita ginecologica
Su ordine del giudice, le levatrici Diambra e Caterina visitarono Artemisia per appurare se fosse ancora vergine e, in caso contrario, da quanto avesse perso la verginità. Le due donne depositarono che era stata deflorata e Caterina aggiunse: «trovo che lei è sverginata perché il velo e panno verginale è rotto, e questo è stato da un tempo in qua e non di fresco».

### La difesa: l'interrogatorio ad Agostino Tassi
Agostino Tassi fu interrogato più volte nel carcere di Corte Savella. In ogni deposizione negò di aver avuto rapporti carnali con Artemisia e spesso cercò di depistare le indagini, indicando più e più uomini a cui Artemisia si era accompagnata, tra cui Giovan Battista Stiattesi, che aveva testimoniato contro di lui. Inoltre, dipinse l'allieva come una donna insaziabile, "pari alla madre" (che non aveva conosciuto: Artemisia ne era rimasta orfana da bambina, quando lui non era ancora giunto a Roma).

#### Interrogatorio del 26 marzo 1612
Nella prima inquisizione Tassi esordì dicendo di non immaginare il motivo per cui era stato imprigionato. A rispettiva domanda, rispose di essere stato incarcerato già in passato ingiustamente per motivi futili e un'altra volta perché accusato di aver avuto rapporti carnali con la cognata Costanza. Tassi riferì di essere giunto a Roma circa diciotto mesi prima e di avere parenti nella città, tra cui la cognata Costanza e il marito di lei. Interrogato sulla moglie, Maria Cannodoli, disse di non sapere in quali circostanze era morta perché l'aveva lasciata ed era andato via dalla Toscana. Successivamente specificò che lei lo aveva derubato ed era fuggita e lui l'aveva lasciata andare "alle forche". Riguardo alle amicizie a Roma, Tassi rispose di aver stretto legami con Cosimo Quorli, con il compagno di lui Francesco, con Gentileschi, con Stiattesi e Orazio Borgiani, ma di non sapere ora come si fossero evoluti i rapporti. Accusò Gentileschi e Stiattesi di non avergli restituito soldi che egli aveva prestato loro e precisò di aver conosciuto Stiattesi in quanto cugino di Quorli.

#### Interrogatorio del 6 aprile 1612
In questo secondo interrogatorio Tassi lamentò l'ingiustizia della prigionia affermando che fosse una cospirazione di Gentileschi e Stiattesi per rovinarlo, dal momento che gli dovevano dei soldi. Tassi raccontò che Stiattesi era innamorato della figlia di Gentileschi, che aveva avuto rapporti con lei e con molte altre donne, tanto da aver ingravidato una donna di cinquant'anni e di averne avuto un figlio. Tassi disse di aver cercato di dissuaderlo riguardo Artemisia per rispetto al padre che gli era amico, ma che Stiattesi si era mostrato sprezzante. Gli venne domandato se si era mai recato a casa dei Gentileschi e se in quelle occasioni Orazio era presente: Tassi rispose che era spesso stato in casa Gentileschi in assenza di Orazio su sua richiesta, per istruire la figlia Artemisia alla prospettiva; aggiunse che in tutte quelle occasioni non fu mai solo con Artemisia, ma in compagnia dei suoi fratelli maschi.

#### Interrogatorio dell'8 aprile 1612
Interrogato sugli abitanti di casa Gentileschi, Tassi disse che Orazio gli aveva raccontato di aver accolto Tuzia e la sua famiglia in casa propria per tenere a freno la figlia, "sfrenata", che conduceva una "cattiva vita, che perciò lui era disperatissimo". Aggiunse poi che una volta aveva visto Orazio picchiare un altro pittore, Geronimo Modenese, perché aveva scoperto che questi aveva avuto rapporti carnali con la figlia Artemisia per due anni. Orazio avrebbe poi detto che «questo suo dire che la sua figlia faceva cattiva vita voleva infierire ch'era una puttana e che non sapeva come si far a rimediarci». A riprova di ciò, aggiunse che quel Geronimo in seguito cercò di attentare alla sua vita per vendetta e, in risposta allo scetticismo dei suoi inquisitori, ribatté: «Che volete! Che Horatio ci chiamasse tutto il mondo a vedere queste cose! Horatio non ha amico nessuno, Né altro refrigerio che me in questo mondo». Tassi giurò di non aver mai visitato casa Gentileschi in compagnia di alcuno e raccontò di aver ripreso Tuzia per l'indulgenza nei confronti di Artemisia, permettendo che «le genti valido di sopra in casa sua» e che facesse la «civetta». A detta di Tassi, Tuzia ribatté che l'aveva più volte ammonita, ma che la giovane non sentiva ragioni. Il pittore affermò di aver sorpreso una volta Artemisia in atteggiamenti lascivi con un "giovane alto vestito di longo" e che poi lei lo aveva pregato di non farne parola con suo padre.

#### Interrogatorio del 12 aprile 1612
Tassi negò di aver mai incontrato Artemisia e Tuzia quando queste erano a messa o in giro nel quartiere; ricordò una volta che aveva intimato alla giovane di recarsi subito a casa, avendola sorpresa mentre si allontanava con dei ragazzi in una vigna, minacciandola che altrimenti avrebbe detto tutto al padre. In un'altra occasione, fu Orazio a chiedergli di accompagnarla a San Paolo. Durante il tragitto, Agostino la implorò di condurre una vita dignitosa per amor del padre, ma lei ribatté: «Che vuoi che ci faccia, m'ha condotto qui mio padre così, la prima cosa perché lui stette una volta venti dì preggione e mi lasciò in necessità di una pagnotta e l'altra perché lui vuor usare meco a punto come se li fossi moglie» (Orazio era vedovo dal 1605). È in questo interrogatorio che Tassi negò decisamente di aver avuto alcun rapporto carnale con Artemisia, ma si contraddisse nel giurare di non essere mai rimasto solo con lei. Affermò anche di non essere mai rimasto solo con lei nella sua camera da letto.

#### Interrogatorio del 14 aprile 1612
Agostino dichiarò di aver cercato di combinare il matrimonio tra Artemisia e Geronimo Modenese su richiesta di Orazio, ma aggiunse che esso non si era celebrato perché Geronimo "era stato benissimo informato che Artimitia era una puttana [...] sapeva che c'havevano anco havuto che fare molti altri". Tassi dichiarò di aver insistito, ricordandogli "le sodisfationi che esso haveva havute da lei"; Geronimo a quel punto annuì e affermò che l'avrebbe sposata se d'ora in poi avesse tenuto una condotta onorevole. Secondo il resoconto di Tassi, il matrimonio fallì comunque perché Geronimo aveva fatto spiare Artemisia e aveva visto gente entrare e uscire dai suoi appartamenti, "che pareva che foss'in chiasso", di conseguenza Tassi non aveva potuto insistere oltre ed aiutare meglio Gentileschi a restituire una reputazione onorevole alla figlia. Il giudice richiese un ulteriore interrogatorio a Tassi l'11 maggio 1612 perché la sua versione dei fatti era incompatibile con tutte le altre testimonianze raccolte. Incalzato da numerose domande, Tassi continuò a negare con decisione di aver mai avuto rapporti carnali con Artemisia.

### Gli interrogatori a Tuzia
Francesco Bulgarello e Porzio Camerarlo interrogarono Tuzia, inquilina dei Gentileschi, in due occasioni: il 2 marzo e il 23 marzo. In entrambi gli interrogatori Tuzia si trovava nel carcere di Tor di Nona. La donna sostenne di non essere a conoscenza che Artemisia avesse avuto rapporti all'infuori di Tassi (puntualizzò però che non era in grado di saperlo con certezza), ma diede una versione differente da quella di Artemisia riguardo al proprio ruolo nella vicenda, sostenendo di aver cercato di dissuadere la ragazza: «Più volte ho visto Agostino di solo a solo in camera con detta Artimitia che lei era a letto spogliata e lui stava vestito [...] Et io l'ho ripresa più volte in presenza anco del medesimo Agostino e lei mi diceva: "Che volete! Abbadate a voi e non v'impicciate di quel che non vi tocca!"»

#### Interrogatorio a Tuzia del 2 marzo 1612
La testimone iniziò la sua deposizione dichiarando di non immaginare il motivo per cui era stata imprigionata e sottolineando di non aver mai avuto problemi con la legge. A rispettiva domanda, rispose di abitare nello stesso palazzo dei Gentileschi da circa un anno, invitata da Orazio insieme alla sua famiglia per tenere compagnia alla figlia. A proposito della familiarità con Artemisia, Tuzia dichiarò: «io praticavo nelle sue stanze e lei soleva anco praticare nelle mie secondo il piacere et in questa casa dove stavamo adesso [in via Santo Spirito in Sassia] detto Signor Horatio ci fece fare la porta a posta et una scala acciò che si potesse calare nelle sue stanze».
La fiducia che i Gentileschi nutrivano nei confronti di Tuzia emerge da un'altra dichiarazione: «Il Signor Horatio quando si partiva sempre mi raccomandava questa figliola ch'io gli havessi cura e che gli sapessi dire che le genti che capitavano in casa e mi disse anco quando ci andai a stare che stessi avvertita e non dir alla sua figliola né parlarli di mariti, ma che li persuadessi il farse monaca et io l'ho fatto più volte, ma lei sempre mi diceva che non occorreva che suo padre perdesse tempo perché ogni volta che li parlava di farsi monaca li diventava inimico». A proposito delle visite di Quorli e Tassi in casa Gentileschi, Tuzia affermò che esse erano frequenti, che Artemisia s'intratteneva a parlare con entrambi e che lei accoglieva Tassi in casa perché «Agostino diceva di tener così cura di Artimitia e di volere tanto bene a lei perché voleva gran bene a suo padre et era tanto suo amico».

#### Interrogatorio a Tuzia del 23 marzo 1612
In questo secondo interrogatorio Tuzia elencò le poche occasioni in cui aveva accompagnato Artemisia fuori di casa, una di queste addirittura all'alba perché Orazio era geloso della figlia e non voleva che venisse vista da alcuno. In tutte queste uscite Tassi cercò di avvicinare Artemisia: Tuzia raccontò che «non si poteva dare un passo in compagnia di Artimitia che Agostino sempre non li fosse appresso»; Tassi si presentava spesso in casa di Tuzia per chiederle se ci fosse qualcuno con Artemisia, e talvolta Tuzia lo faceva entrare per verificare lui stesso che non ci fosse nessuno. Tuzia testimoniò che Tassi spesso faceva visita in casa Gentileschi quando Orazio era assente; in una di queste occasioni Artemisia stava dipingendo - il giorno dello stupro - e quando arrivò Tassi, Tuzia tornò nelle sue stanze. A domanda degli inquisitori, Tuzia disse di aver notato piccole ferite sul volto di Agostino, ma di non ricordare in quale occasione. Tuzia concluse la propria deposizione sostenendo che Tassi e Artemisia le avevano sempre negato di aver avuto rapporti carnali, nonostante lei avesse sorpreso più volte Artemisia nuda nel letto con Tassi. Aggiunse di aver manifestato la sua disapprovazione ad Artemisia, che però le aveva risposto «che ciò faceva perché gli aveva promesso di pigliarla per moglie».

### Le testimonianze a favore di Tassi: Nicolò Bedino e la falsa testimonianza
L'8 giugno 1612 Nicolò Bedino (all'anagrafe Nicolò di Bernandino de Felice), garzone di Orazio, si presentò spontaneamente agli uffici della Curia per deporre a favore di Agostino Tassi, pur negando di essere mai stato al suo servizio. Bedino affermò di aver visto Tassi sempre in compagnia di gente rispettabile e confermò che si recava da Artemisia per istruirla alla prospettiva, dietro richiesta di Orazio. Descrisse poi Artemisia come una donna non "da bene", perché degli uomini, Geronimo Modenese e Artigenio (anche lui pittore), le avevano sempre fatto visita, sia quando abitava in via Margutta, sia nella casa di via della Croce sia all'epoca del processo, nella casa a San Spirito in Sassia. Bedino raccontò di aver visto personalmente Artemisia farsi toccare e baciare da entrambi, anche in presenza dei fratelli. Al termine della deposizione nominò un terzo pittore, Francesco Scarpellino, dichiarando di aver visto anche lui in atteggiamenti intimi con Gentileschi.
Dopo la deposizione di Bedino, gli sforzi della corte si concentrarono su di lui, che venne interrogato molteplici volte per accertare chi fosse stato il suo datore di lavoro - Gentileschi o Tassi - durante la Quaresima del 1611 (quando i due pittori stavano lavorando insieme a Palazzo Quirinale, impegnati nella decorazione della sala Regia). Questo accertamento veniva infatti considerato la chiave per stabilire se la deposizione di Bedino fosse sincera o meno: nel primo caso, Agostino sarebbe stato assolto, perché al tempo lo stupro di una donna disonorata - come Nicolò aveva descritto Artemisia - non era perseguibile penalmente. La testimonianza di Bedino fu sostenuta dal locandiere Luca Finocchi, dal pittore Michelangelo Vestri e da Costanza Ceuli, vicina di casa di Orazio. Per verificare le dichiarazioni di Bedino furono ascoltati molti conoscenti di entrambi i pittori, tra cui la sorellastra di Agostino, Olimpia de Bargellis, che testimoniò contro il fratello, definendolo capace di cose turpi.
Orazio portò sette testimoni per dimostrare che Bedino non era mai vissuto con lui fino alla fine del 1611 (Bedino sosteneva di essere stato più volte suo ospite già dal 1610); presentò inoltre un'istanza affinché Nicolò non venisse scarcerato. Dagli interrogatori successivi emerse che Bedino era stato al servizio di Tassi fino all'autunno 1611 e solo dopo si era trasferito da Orazio. Il giudice a questo punto era pronto a credere ad Orazio, che fin dall'inizio aveva accusato Bedino di testimoniare il falso: Bedino però continuò a ribadire la propria versione, dicendosi pronto a confermarla sotto tortura (come effettivamente fece, il 29 ottobre 1612). Agostino Tassi portò altri cinque testimoni contro i Gentileschi, le cui testimonianze dovevano servire a togliere credibilità a quelle opposte. Questi testimoni erano:
- Giuliano Formicino (che era stato per un periodo compagno di cella di Tassi) il 9 luglio 1612 dichiarò di aver sentito Stiattesi affermare che voleva far andare Agostino in prigione perché egli lo aveva diffamato, spargendo la voce che fosse "cornuto e sodomita".
- il sarto Luca Perti il 15 giugno 1612 dichiarò che Artemisia avesse avuto rapporti sessuali con Quorli e da Pasquino di Firenze (altro pittore, già morto al momento dello scandalo).
- Fausta Ciaccioni, lavandaia di Agostino, il 18 giugno 1612 insinuò che le dichiarazioni di Tuzia non erano attendibili perché questa aveva litigato con Agostino.
- l'apprendista Mario Trotta, che fu ascoltato il 23 giugno e affermò di aver sentito che Artemisia si comportava in modo sfacciato e deplorevole.
- Marcantonio Coppino, mesticatore di blu oltremare, il 23 giugno testimoniò di aver sentito dire che Artemisia fosse una prostituta e che il padre avesse strani comportamenti verso questa figlia: «Diversi dissero molte cose della figlia del Gentileschi, cioè che era una bella giovane e che il padre l'haveva trovata da maritare e non l'haveva voluta maritare e che quando faceva qualche ritratto nudo la faceva spogliar nuda e la ritraheva e che gli piaceva che c'andassero le genti a vederla»[34]

Nonostante la diffamazione di Tassi e dei suoi testimoni, sembra emergere dalle testimonianze che Orazio, uomo comunemente conosciuto come burbero e scostante, si fidasse ciecamente di Quorli e Tassi, che per questo motivo avevano libero accesso alla sua casa e, evidentemente, anche ad incontri con Artemisia; come ha notato Patrizia Cavazzini, il pittore Carlo Saraceni, amico di lunga data di Orazio, non aveva mai visto Artemisia, praticamente tenuta segregata in casa. Dalla testimonianza della sorellastra di Agostino pare inoltre che Gentileschi fu determinante nel 1611 per il proscioglimento di Tassi, processato per il rapporto incestuoso con la cognata Costanza; tra i due doveva quindi esserci un legame molto stretto, specie considerando il fatto che Orazio era un uomo solitario. Il 10 novembre 1612 Oraziò si appellò alla corte contro un decreto a favore di Tassi; la trascrizione è andata perduta.

### Le testimonianze a favore di Artemisia Gentileschi
Giovan Battista Stiattesi, amico di lunga data di Artemisia, la difese strenuamente anche sotto giuramento, accusando Quorli e Tassi di averla disonorata. Ancor più cruciale fu la deposizione del frate Pietro Giordano, il quale dichiarò che Tassi, durante una confessione, ammise di aver sverginato Artemisia e aveva dichiarato che era obbligato a sposarla, ma era preoccupato perché non certo che la moglie fosse davvero morta (nonostante avesse mandato dei sicari a Livorno per ucciderla). Il frate sostenne anche di sapere che Tassi aveva corrotto i testimoni affinché dichiarassero che Artemisia fosse una prostituta. Secondo Mary D. Garrard la miglior difesa di Artemisia fu, in certi casi, la spropositata difesa dello stesso Tassi: la sua pessima reputazione di violentatore recidivo (solo l'anno prima era stato coinvolto in numerosi scandali: aveva fatto uccidere la moglie e aveva subito un processo per l'incesto con la cognata Costanza, che aveva anche concepito dei bambini da questa relazione) e le sue svariate accuse devono, secondo la studiosa, averne invalidato la parola davanti al giudice. Le trascrizioni delle deposizioni di Orazio sono più difficili da reperire e ci sono incertezze sulla loro datazione: sappiamo però che Orazio accusò pubblicamente tutti i teste a favore di Agostino, evidenziandone le incongruenze tra le deposizioni; Bedino, per esempio, aveva affermato di aver visto Gentileschi scrivere lettere d'amore, ma era noto che la ragazza non ne fosse capace. D'altra parte, Orazio mentì sull'età della figlia per muovere a pietà la corte e far credere che al momento della violenza ella fosse appena quindicenne.

#### L'interrogatorio di Stiattesi
Stiattesi fu interrogato il 24 marzo 1612 negli uffici della Curia e testimoniò che Tassi gli aveva confidato di aver avuto rapporti sessuali con la Gentileschi e che aveva promesso di sposarla. Al momento dell'interrogatorio, Agostino e Tuzia erano carcerati e Artemisia era stata esaminata. Stiattesi dimostrò di essere ben a conoscenza del rapporto tra i due: «Et havendo detto Agostino con detta occasione cominciato a conoscere detta Artimitia, mediante l'opera di Cosmo, di lì poi detto Agostino cominciò andare in casa di detta Artimitia a quell'hora che li piaceva e che vedeva la commoddità ch'il padre non fosse in casa, e con questo praticare Agostino hebbe a che fare carnalmente con detta Artimitia e la sverginò, sì come più volte m'ha detto Agostino in confidenza».
A proposito della promessa di matrimonio, Stiattesi disse che Agostino gli aveva detto che sapeva di doverla sposare e che non gli pesava farlo perché ne era innamorato, ma che Quorli lo ostacolava. In un momento di maggiore confidenza tra i due, Agostino gli confessò la verità, facendogli però promettere che non ne avrebbe fatto parola con Quorli. Tassi confidò a Stiattesi che era stato Cosimo Quorli a fargli conoscere Artemisia e che egli, irrispettoso del suo sentimento per Artemisia e della sua promessa, l'aveva forzata ad avere rapporti sessuali con lui. Tassi gli aveva anche confidato che Quorli non voleva che lui sposasse Gentileschi, e di essere costretto ad acconsentire alle sue richieste perché non poteva far nulla senza il suo benestare: Quorli era il suo benefattore, perché nei suoi poteri di funzionario papale lo aveva fatto prosciogliere quando, nel 1611, Tassi era stato processato per la relazione incestuosa con la cognata
Stiattesi sostenne di aver parlato con Quorli della faccenda e riferì che questi era riluttante all'idea che Agostino e Artemisia si sposassero: «Agostino [...] è giovane che quando vorrà moglie non li mancaranno altri soggetti che questo, che questa è una poltrona sfacciata senza cervello e sarebbe donna di farlo capitar male». Stiattesi a queste parole ribatté che parlava così perché era anche lui innamorato di Gentileschi, e Quorli rispose che aveva cercato di averla ma senza successo, concludendo «lassala proprio andar alle forche». Stiattesi proseguì raccontando che a Carnevale, mentre si trovavano tutti in festa nella sua casa, Quorli favorì l'incontro tra i due, conducendo Artemisia nella stanza in cui si trovava Tassi.
Il punto focale della testimonianza di Stiattesi risiede nelle informazioni che egli fornisce sulla vita di Tassi: testimoniò che quest'ultimo era sposato con una donna di nome Maria che egli aveva conosciuto quando ancora viveva a Livorno e che sapeva che ella era fuggita con un altro uomo. Infuriato da ciò, Tassi andò a vivere con la sorella della moglie e con suo marito e nel 1611 fu querelato per aver avuto un incesto con la cognata. Stiattesi aggiunse che Tassi stesso gli aveva rivelato di aver fatto ammazzare la moglie, notizia confermata dalle lettere di alcuni mercanti toscani. A questo proposito Stiattesi depose: «Io non so chi habbi ammazzato la detta Maria ma è stata amamzzata per quanto m'ha detto Agostino in Mantua [...] che saranno circa tre mesi et anco m'ha detto che quelli ch'havevano fatto il servitio erano venuti a Roma per il pagamento [...] E dette litere detto Agostino me l'ha mostrate in casa sua [...] le quali litere so anco che l'ha mostrate a Artimitia che così lei m'ha detto».
Stiattesi fu poi interrogato su tre punti particolarmente controversi della vicenda: la gelosia di Tassi; la paternità di Artemisia rivendicata da Quorli; l'episodio misterioso del quadro che aveva innescato il processo. A proposito del primo, Stiattesi disse che Agostino era preoccupato che Artemisia si sposasse con un altro uomo e che avrebbe fatto tutto ciò che gli era possibile per impedirlo; inoltre faceva tenere d'occhio la casa di lei per sapere se qualcuno le faceva visita. Riguardo Quorli, Stiattesi depose che egli gli aveva più volte detto che Artemisia era sua figlia; alla domanda di Stiattesi sul motivo per cui, se davvero era sua figlia, l'aveva voluta violentare, Quorli rispose «così s'accrescono li parentadi». Riguardo al quadro avente per soggetto Giuditta, Stiattesi disse che esso era un quadro privo di commissione che Artemisia aveva donato a Tassi; Quorli se ne era appropriato, falsificando la cessione di Artemisia a proprio favore. In una lettera a Quorli, Stiattesi lo rimproverò aspramente per la sua condotta: «Et anco doveresti vergognarvi di pigliare da questa fanciulla un quadro di quella sorte come proprio ella sia anco obbligato pagarvi per havervi dato copia del suo naturale et pure non veggo che la coscienza ve ne rimorda.».

### Il confronto diretto tra Agostino e Artemisia
Il 14 maggio 1612 Tassi venne di nuovo chiamato dai giudici, che contestavano la sua deposizione. Artemisia venne interrogata in sua presenza e fatta sottoporre alla tortura dei sibilli, che consiste nel legare delle cordicelle intorno alle dita del testimone mentre è sotto giuramento e stringerle per forzarlo a dire la verità. Il fatto che Artemisia fu torturata è indice, secondo Elizabeth Cohen, che la sua parola non era più considerata onorevole dopo la visita ginecologica, che aveva appurato la perdita della verginità. Infatti, ad ulteriore richiesta di essere ascoltato, Tassi confermò ogni deposizione precedente e sfidò Artemisia, assente, a ribadire quello che aveva deposto. Artemisia fu convocata e riconfermò le precedenti dichiarazioni: «come ho detto mi fidavo di lui, et non haveria mai creduto havesse ardito d'usarmi violenza et far torto et a me et alla amicitia che ha con detto mio Padre, et non mi accorsi se non quando [...] mi si mise attorno per violentarmi». La pittrice firmò poi un verbale per formalizzare la sua testimonianza in presenza di Agostino.
Questi negò ogni parola di Artemisia e aggiunse che aveva saputo che lei era stata con Pasquino da Fiorenza. Concluse giurando di non aver defraudato l'amico e di essersi tenuto lontano da casa Gentileschi quanto possibile perché veniva continuamente coinvolto in risse. Per tutta risposta, Artemisia mostrò a Tassi e ai giudici un anello, sostenendo fosse dono di lui e pegno della promessa di matrimonio. Aggiunse che aveva già specificato i rapporti che la legavano a Tassi - esclusivamente formativi - e che era vero che in casa sua circolassero molte persone, ma tutte per via di suo padre. In risposta alle illazioni di Tassi, Artemisia dichiarò di non essere mai rimasta sola con altri uomini. La pittrice concluse la deposizione affermando che aveva tardato a far denunciare Tassi perché sperava di essere sposata da lui ma di avervi rinunciato non appena saputo che egli era coniugato.

### Il confronto tra Tassi e Stiattesi e l'interrogatorio di Porzia Stiattesi
Il giorno successivo al confronto con Artemisia, i giudici decisero di chiamare di nuovo Tassi a presenziare la deposizione di Giovan Battista Stiattesi. Agostino reagì dichiarando che qualsiasi dichiarazione di Stiattesi e dei suoi nemici sarebbe stata falsa e volta a danneggiarlo. Di fronte a questo, Stiattesi riassunse la testimonianza precedente e raccontò della notte in cui Tassi si confidò con lui, ammettendo di aver sverginato Artemisia ma di esserne pentito, perché Quorli gli aveva assicurato che non era più vergine. Aggiunse di aver assistito personalmente, insieme alla moglie Porzia, ad ulteriori promesse e rassicurazioni di Tassi a Gentileschi.
Ciò venne confermato da Porzia, che il 16 maggio dichiarò che nel carcere di Corte Savella, il 1º maggio, Agostino aveva rinnovato la sua promessa ad Artemisia: «Che Signora Artemitia mia sapete che voi havete da essere mia et non havete da essere d'altri, et sapete ch'io vi ho promesso et quel che vi ho promesso ve lo voglio mantenere. Se io non vi piglio per moglie mi possa entrare tanti diavoli addosso quanti capelli ho in testa, nella barba et per tutta la vita». Porzia aggiunse che Agostino le diede una fede e che Artemisia l'accettò, rassicurandosi prima, ancora una volta, che la moglie di lui fosse morta. Tassi glielo confermò e le chiese di incolpare qualcun altro della sua deflorazione, suggerendole qualcuno che nel frattempo era morto. Artemisia non volle accontentarlo, ma i due si lasciarono amorevolmente. Porzia spiegò che dall'autunno 1611 abitavano con Artemisia, e che questa era entrata in confidenza con lei raccontandole tutto: il resoconto di Porzia confermò le deposizioni di Artemisia.

### La sentenza
Il processo si protrasse ancora per qualche mese perché vennero interrogati vari conoscenti di entrambe le parti in causa per verificare le deposizioni dei testimoni. Soprattutto l'accertamento della testimonianza di Nicolò Bedino impiegò molto tempo, dal momento che vi erano forti sospetti che fosse stato corrotto da Agostino. Grazie alle ricerche di Mary D. Garrard si è scoperto che sono andate perdute almeno sette deposizioni (tutte a favore di Agostino, perché furono presentate dal suo avvocato). Il 27 novembre 1612 Agostino Tassi fu condannato per la deflorazione di Artemisia Gentileschi, la corruzione dei testimoni e la diffamazione di Orazio Gentileschi. Il giudice Gerolamo Felice gli impose di scegliere: cinque anni di lavori forzati o l'esilio da Roma. Il giorno seguente Tassi scelse l'esilio, aiutato dal capitano Pietro Paolo Arcamanni che garantì per lui. La sentenza fu depositata, separata dagli atti, negli Archivi Vaticani.

## Il trasferimento a Firenze
Dopo la sentenza e lo scandalo suscitato dal processo, Orazio Gentileschi organizzò un matrimonio riparatore per la figlia, in modo che recuperasse la dignità perduta. Il prescelto fu il pittore fiorentino Pierantonio Stiattesi (forse parente del Giovan Battista che aveva testimoniato contro il Tassi), che Artemisia sposò il 29 novembre 1612 nella Chiesa di Santo Spirito in Sassia, a due giorni dalla sentenza del processo.